# Rīgas Sporta pils
Der Rīgas Sporta pils, auch Rīga Sports Palace (wortwörtliche Übersetzung Rigas Schloss des Sports), war eine Eishalle in der lettischen Hauptstadt Riga. Sie wurde 1970 eröffnet und bot 5.500 Zuschauern Platz (5.000 Sitzplätze und 500 Stehplätze).
Von der Eröffnung der Eishalle bis 1995 war sie Heimspielstätte der Eishockeymannschaft Dinamo Riga. Der Gebäudekomplex umfasst weitere Trainingshallen und Eisflächen, in denen regelmäßig Eiskunstlauf betrieben sowie Basketball und Tennis gespielt wurde. Über viele Jahre war einer der Stars des lettischen Eishockeys, Helmuts Balderis, Manager der Eishalle.
Von 1991 bis 2006 wurde die Eishalle für alle Heimspiele der lettischen Eishockeynationalmannschaft genutzt. Da es in den 1990er-Jahren keine anderen Eishallen in Lettland gab, wurden alle Spiele der lettischen Eishockeyliga hier ausgetragen. Seit dem Bau weiterer Arenen, vor allem vor der Eishockey-Weltmeisterschaft 2006, zog die Nationalmannschaft in die Riga Arena und viele Clubs in neuere Eishallen um, so dass nur noch die Mannschaft HK Vilki OP Riga ihre Heimspiele hier austrug.
Der Besitzer des Gebäudes, die Rotermann Group aus Estland, plante 2007, die Eishalle zu renovieren und um sie herum eine neue Infrastruktur mit Wohnhäusern, Geschäften, Büros und Hotels zu schaffen. Allerdings gab es auch Medienberichte, wonach die Eishalle abgerissen werden sollte. Im Frühjahr 2008 begann der Abbruch des Gebäudes, das über viele Jahre den Eishockeysport in Lettland maßgeblich bestimmt hat.